# Восточная Карелия
Восточная Каре́лия (иногда Русская Карелия) — восточная часть историко-географической области Карелии.

## Общие сведения
После заключения Столбовского мира в 1617 году территория осталась принадлежать России. Другая, западная часть области, осталась принадлежать Швеции и лютеранской церкви Швеции и называлась Шведской Карелией, а после 1808 года — Финской Карелией. В настоящее время Восточная Карелия составляет центральную часть Республики Карелия.
Территория Восточной Карелии условно ограничивается на юге рекой Свирь, а на востоке Онежским озером (исключая Заонежский полуостров), Выгозером и Белым морем.
Восточная Карелия исторически делилась на:
- Беломорскую Карелию, заселённую в прошлом в основном северными карелами, говорящими, как и тверские карелы, на диалекте, который называется собственно карельском наречием.
- Олонецкую Карелию, заселённую в прошлом в основном карелами-ливвиками, где был широко распространён, испытавший большое влияние вепсского языка, ливвиковский диалект карельского языка.
- Прионежскую Карелию, расположенную вдоль северо-западного побережья Онежского озера, заселённую в прошлом в основном карелами-людиками, где был широко распространен людиковский диалект карельского языка, промежуточный между собственно карельским и вепсским языками.